# طارق الجلاهمة
طارق حمد ناصر الجلاهمة (من مواليد 4 أكتوبر 1971) لاعب كرة قدم كويتي سابق، لعب في نادي القادسية الكويتي ومنتخب الكويت الاولمبي ومنتخب الكويت الوطني بين أعوام 1989 و 2003، ومحلل رياضي في مجموعة قنوات بي إن سبورتس.

## سيرته الشخصية
لاعب كرة قدم كويتي سابق اعتزل الملاعب في موسم 2003 في مباراة الدوري الكويتي أمام النادي العربي، لعب مع منتخب الكويت الوطني ونادي القادسية الكويتي سابقا وواحد من أبرز المهاجمين الذين شغلوا أكثر من مركز وخاصة مركز وسط مهاجم، وكان أداؤه ثابتاً في كل الأماكن، لمع إسمه سريعاً منذ انضمامه في صفوف الفريق الأول لنادي القادسية عام 1989، وسرعان ما أصبح كأحد المهاجمين الذين يعتمد عليهم نادي القادسية وأشتهر باتقانه وتسديده للكرات الثابتة القوية، وكان من أهم وأجمل أهدافه «الصاروخية» على النادي العربي في بطولة كاس ولي العهد للموسم 1995/96.

## إنجازاته مع النادي
- الدوري الكويتي : 1991/1992.
- كأس الأمير  : مرة واحدة.
- كأس ولي العهد  : مرة واحدة.

## سيرته
- ضابط برتبة عقيد في وزاره الدفاع الكويتية.
- دكتوراه في التربية الرياضيه (تخـصص تدريـب ريـاضـي).
- حاصل علي شهادات تدريب C + B من الاتحاد الآسيوي لكرة القدم.
- محلل رياضي سابق في قناه أبوظبي الرياضيه.
- محلل رياضي سابق في إذاعه مرينا إف إم برنامج (بلنتي).
- محلل رياضي سابق في قناة الكويت الرياضيه الفضائيه.
- محلل سابق في قناة الدوري والكأس.
- محلل حالي في مجموعة قنوات بي إن سبورتس القطرية.